# Saint-Just-d'Ardèche
Pour les articles homonymes, voir Saint-Just et Ardèche.
Saint-Just-d'Ardèche (précédemment Saint-Just jusqu'en 2011) est une commune française, située dans le département de l'Ardèche en région Auvergne-Rhône-Alpes.
Les habitants sont les Saint-Justois et les Saint-Justoises.

## Géographie

### Situation
Saint-Just-d'Ardèche est à la confluence de l’Ardèche et du Rhône.
Elle est limitrophe du Gard à 1,5 km côté sud, du Vaucluse côté est, et de la Drôme à 4,2 km côté nord-est,, conséquemment à deux régions, PACA et Occitanie.
La commune se trouve à l'extrémité sud du département de l'Ardèche (c'est le second village le plus méridional du département, juste derrière Saint-Sauveur-de-Cruzières).
Le village est exposé au sud et est situé en haut d'un coteau de la vallée de l'Ardèche. La limite sud de la commune est marquée par la rive gauche de la rivière Ardèche, et la limite Est par la rive droite du fleuve Rhône,.
Au nord par la D 86 (ancienne nationale 86) se trouvent Bourg-Saint-Andéol (9 km à vol d'oiseau), Montélimar (34 km, dans la Drôme), Valence (83 km, préfecture de la Drôme) et Lyon (185 km).
Au sud-est se trouvent Pont-Saint-Esprit (dans le Gard, 7 km), Orange (dans le Vaucluse, 29 km) et Avignon (dans le Vaucluse, 53 km), Nîmes (72 km par la route, plus long mais plus rapide en empruntant l'autoroute) et enfin Marseille (142 km)

### Transports

#### Voies routières
La D 86 (ancienne nationale 86) traverse la commune du nord au sud ; elle longe la rive droite (côté ouest) du Rhône, avec au nord Montélimar (34 km, dans la Drôme), Valence (83 km, préfecture de la Drôme) et Lyon (185 km) ; et vers le sud Pont-Saint-Esprit (7 km au sud-est, dans le Gard) et au-delà à Nîmes par la D6086.
La N 7 passe sur la commune voisine Lapalud, et l'entrée-sortie la plus proche pour la A7 est à 16 km sur Bollène,.

#### Trains
La ligne de fret SNCF de Givors à Grézan traverse la commune avec un flux quotidien assez important de trains de marchandises.
Jusqu'à 1976, une ligne voyageurs desservait la gare de Saint-Just - Saint-Marcel.

#### Avion
Les deux aéroports internationaux les plus proches de Saint Just d'Ardèche se situent respectivement à 127 km (Marseille Provence) et 128 km (Montpellier Méditerranée) en empruntant les autoroutes A7 (pour Marseille) et l'A7 et A9 (pour Montpellier).

L' aéroport de Nîmes-Alès-Camargue, situé sur la commune de Garons (30) se trouve à 93 km mais n'a qu'un nombre limité de vols et liaisons aériennes.

### Hydrographie
La rivière Ardèche marque la limite sud de la commune, et le fleuve Rhône marque la limite est ; ces deux cours d'eau importants confluent sur la commune voisine Pont-Saint-Esprit à 7 km au sud-est, dans le département du Gard. Le ruisseau du Merlançon, petit cours d'eau saisonnier affluent de l'Ardèche, prend naissance sur la commune voisine Saint-Marcel-d'Ardèche et sert de limite ouest à la commune de Saint-Just avant de confluer en limite sud de commune,.
Les plaines du village sont très sujettes aux inondations du fait de leur situation entre l'Ardèche et le Rhône.

### Lieux-dits, hameaux et écarts
Quartier la Favette au nord du pont cassé. Selon des bribes d'histoires, l'origine du nom du quartier viendrait d'une dame qui avait comme nom de famille "La Favet" et qui habitait une ancienne bergerie transformée en mazet.[réf. nécessaire]

### Communes limitrophes
Saint-Just-d'Ardèche est limitrophe de huit communes, dont deux dans le Vaucluse et trois dans le Gard :

### Géologie et relief
La géologie de Saint-Just-d'Ardèche est constituée majoritairement de terres alluvionnaires (apports de l'Ardèche et du Rhône)
Sur les coteaux et le plateau du Plan, ce sont les galets et l'argile qui prônent.
Saint-Just-d'Ardèche est dans une zone de plaines fertiles ou poussent des arbres fruitiers et des céréales formées par d'anciens îlots alluvionnaires maintenant asséchés au fil du temps et du déplacement de l'Ardèche vers le sud.
Sur le plateau (70 à 100 mètres d'altitude), la culture viticole est reine.

### Forêts et bois
Saint-Just-d'Ardèche possède des ripisylves le long des berges de l'Ardèche et du Rhône et quelques bois épars de moins d'un hectare pour la plupart.

### Climat
Pour des articles plus généraux, voir Climat d'Auvergne-Rhône-Alpes et Climat de l'Ardèche.
En 2010, le climat de la commune est de type climat méditerranéen franc, selon une étude du CNRS s'appuyant sur une série de données couvrant la période 1971-2000. En 2020, Météo-France publie une typologie des climats de la France métropolitaine dans laquelle la commune est exposée à un climat méditerranéen et est dans la région climatique Provence, Languedoc-Roussillon, caractérisée par une pluviométrie faible en été, un très bon ensoleillement (2 600 h/an), un été chaud (21,5 °C), un air très sec en été, sec en toutes saisons, des vents forts (fréquence de 40 à 50 % de vents > 5 m/s) et peu de brouillards.
Pour la période 1971-2000, la température annuelle moyenne est de 13,7 °C, avec une amplitude thermique annuelle de 18,1 °C. Le cumul annuel moyen de précipitations est de 846 mm, avec 6 jours de précipitations en janvier et 3,3 jours en juillet. Pour la période 1991-2020, la température moyenne annuelle observée sur la station météorologique de Météo-France la plus proche, sur la commune de Pont-Saint-Esprit à 6 km à vol d'oiseau, est de 14,2 °C et le cumul annuel moyen de précipitations est de 829,8 mm,. Pour l'avenir, les paramètres climatiques de la commune estimés pour 2050 selon différents scénarios d'émission de gaz à effet de serre sont consultables sur un site dédié publié par Météo-France en novembre 2022.

## Urbanisme

### Typologie
Au 1er janvier 2024, Saint-Just-d'Ardèche est catégorisée bourg rural, selon la nouvelle grille communale de densité à 7 niveaux définie par l'Insee en 2022.
Elle est située hors unité urbaine. Par ailleurs la commune fait partie de l'aire d'attraction de Pierrelatte, dont elle est une commune de la couronne,. Cette aire, qui regroupe 17 communes, est catégorisée dans les aires de moins de 50 000 habitants,.

### Occupation des sols
L'occupation des sols de la commune, telle qu'elle ressort de la base de données européenne d’occupation biophysique des sols Corine Land Cover (CLC), est marquée par l'importance des territoires agricoles (81,8 % en 2018), en diminution par rapport à 1990 (84,2 %). La répartition détaillée en 2018 est la suivante : 
cultures permanentes (43,8 %), zones agricoles hétérogènes (38 %), eaux continentales (7,5 %), zones urbanisées (6,3 %), forêts (4,4 %).
L'évolution de l’occupation des sols de la commune et de ses infrastructures peut être observée sur les différentes représentations cartographiques du territoire : la carte de Cassini (XVIIIe siècle), la carte d'état-major (1820-1866) et les cartes ou photos aériennes de l'IGN pour la période actuelle (1950 à aujourd'hui).

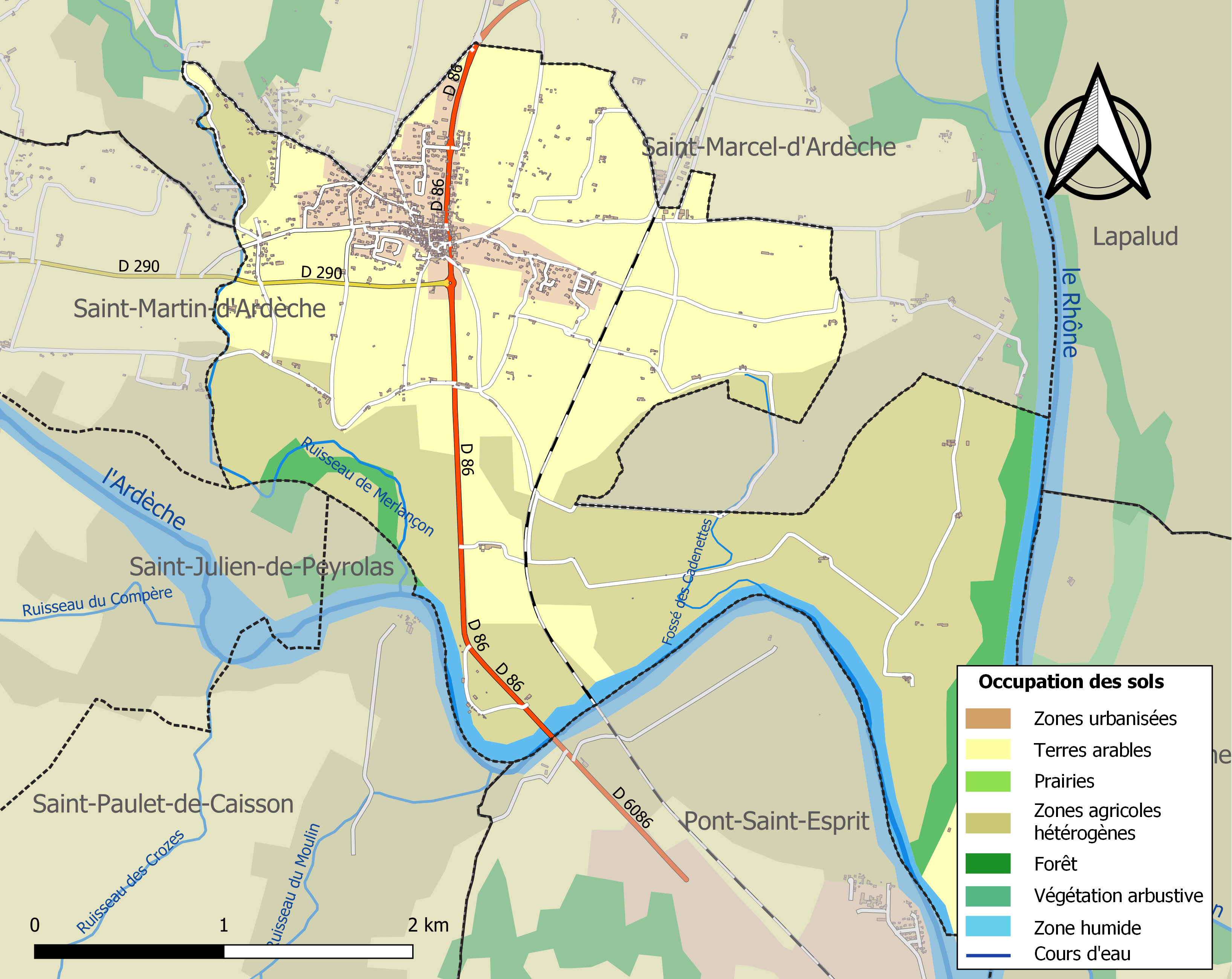
Carte des infrastructures et de l'occupation des sols de la commune en 2018 (CLC).

## Histoire

### La Tène
Au lieu-dit les Plantades (1,3 km au sud-ouest du bourg et à 600 m de la rivière Ardèche), des sondages (R. Gilles) et des prospections (F. Perrin , G. Leclère) ont collecté un abondant mobilier de la Tène finale.

### Antiquité
À l'époque de l'Antiquité romaine, le site de Saint-Just-d'Ardèche (alors appelé Vicaria Lagernatus, francisé en « Lagernate ») se trouve dans la partie sud de la civitas des Héduens, proche de la civitas de Nîmes. Il est sur la voie de Valérien et est peut-être un des points de départ de la route de l’étain. On a trouvé sur la commune des vestiges d'habitat romain : des traces de carrelages antiques dans plusieurs maisons en 1930[réf. nécessaire], un atelier de céramique et d'amphores de la fin du Ier siècle av. J.-C. à 1 km au nord-ouest du village et un réseau d'eau[réf. nécessaire]. C'était une colonie romaine, dont les terres ont été données à un centurie (soldat romain).[réf. nécessaire]
Atelier de poterie de Saint-Just
L'atelier de poterie antique se trouve à 1 km au nord-ouest de Saint-Just, en rive gauche (côté Est) du Merlançon, à la hauteur du Serre de la Font (lieu-dit indiqué sur la commune voisine Saint-Marcel),. Il est installé sur des sols bruns calcaires faits de dépôts éoliens constituant un mélange limono-sableux-argileux, (un substrat utilisé jusqu'au début du XXe siècle par de nombreuses tuileries des environs). Saint-Just et les ateliers de Lyon, notamment ceux de la Muette et de la Manutention,, sont les seuls ateliers connus à produire des amphores de type Dressel 1 en Gaule. L'atelier produit aussi des Dressel 2/4.

### Moyen Âge

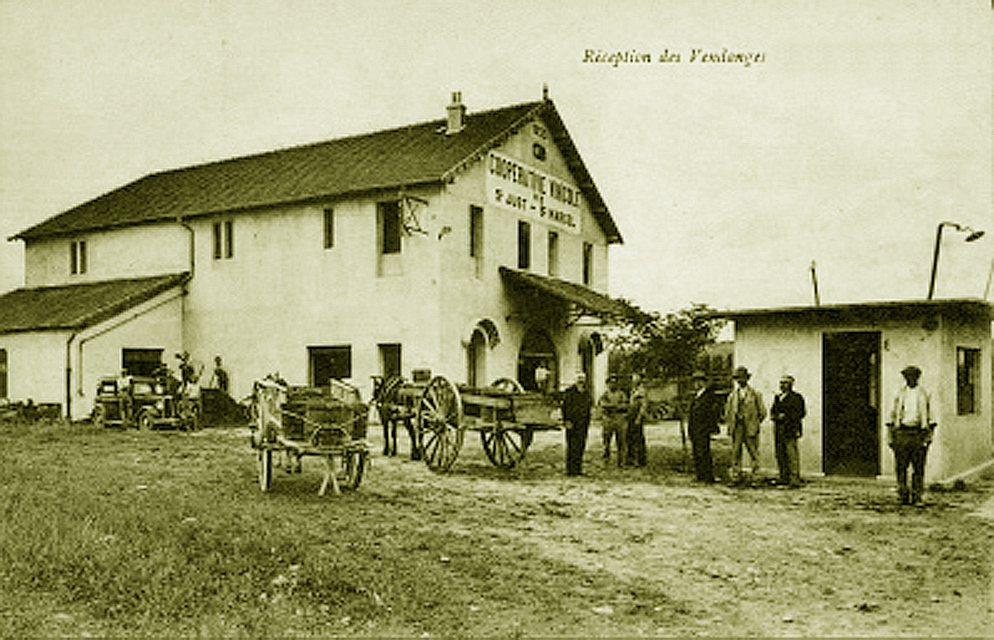
Cave coopérative de Saint-Just-d'Ardèche.

Au Moyen Âge, le site (qui s'appelait alors Santus Justus) devient un castrum protégé par des remparts et des tours de garde, dont trois subsistent au centre du village. Au XIIIe siècle, les hospitaliers de Saint Jean possèdent un vaste domaine, qui s'étend de Trignan jusqu'au Bordelet et à Baladun ; la construction de l'église romane de Saint-Just commence à cette époque.

### Époque moderne
Vers 1764, un pont fut construit au-dessus de l'Ardèche, sur les terres de Saint-Just (appelé alors Santo Justo) ; il en reste un vestige sur la rive de la commune de Pont Saint-Esprit, appelé actuellement le « Pont cassé ». Ce pont fut terminé en 1786 et détruit par la crue de 1790. Seules les terres « Côte du Rhône » étaient cultivées, et elles appartenaient aux nobles, jusqu'à la Révolution en 1789. Les terres dans les régions inondables étaient confiées soit pour la navigation soit aux habitants de Saint-Just-d'Ardèche avec un droit de passage et bousqueyage. Par la suite, le niveau de l'eau des terres inondables a été maîtrisé par les travaux d'aménagement du Rhône avec baisse de la nappe phréatique de 6 cm. Des forages ont dû être réalisés pour corriger le préjudice qui a été reconnu.

### XXIesiècle
Changement de nom
Saint-Just devient Saint-Just-d'Ardèche le 22 mars 2011.

## Politique et administration

### Liste des maires
| Période                                  | Période                      | Identité            | Étiquette | Qualité                        |
| ---------------------------------------- | ---------------------------- | ------------------- | --------- | ------------------------------ |
| Les données manquantes sont à compléter. |                              |                     |           |                                |
| 1884                                     | 1887                         | Emile Piollenc      |           |                                |
| 1887                                     | 1894                         | Fernand Piollenc    |           |                                |
| 1894                                     | 1910                         | Auguste Ville       |           |                                |
| 1910                                     | 1927                         | Paul Coulange       |           |                                |
| 1927                                     | 1944                         | Simon Emile Guilhot |           |                                |
| 1944                                     | 1945                         | Jean Laurent        |           |                                |
| 1945                                     | 1965                         | Auguste Chazel      |           |                                |
| 1965                                     | 1967                         | Robert Plat         |           |                                |
| 1967                                     | 1977                         | Georges Pradier     |           |                                |
| 1977                                     | 2004                         | Max Carriere        | PS        | Pharmacien, conseiller général |
| 2004                                     | mars 2014                    | Brigitte Pujuguet   | PS        | Attachée territoriale          |
| mars 2014                                | juillet 2020                 | Pierre-Louis Rivier | DVD       | Retraité de l'enseignement     |
| 4 juillet 2020                           | En cours (au 4 juillet 2020) | Brigitte Pujuguet   | DVG       | Attachée territoriale          |

## Population et société

### Démographie
L'évolution du nombre d'habitants est connue à travers les recensements de la population effectués dans la commune depuis 1793. Pour les communes de moins de 10 000 habitants, une enquête de recensement portant sur toute la population est réalisée tous les cinq ans, les populations de référence des années intermédiaires étant quant à elles estimées par interpolation ou extrapolation. Pour la commune, le premier recensement exhaustif entrant dans le cadre du nouveau dispositif a été réalisé en 2007.

En 2022, la commune comptait 1 611 habitants, en évolution de −4,73 % par rapport à 2016 (Ardèche : +2,48 %, France hors Mayotte : +2,11 %).
| 1793 | 1800 | 1806 | 1821 | 1831 | 1836 | 1841  | 1846  | 1851  |
| ---- | ---- | ---- | ---- | ---- | ---- | ----- | ----- | ----- |
| 530  | 654  | 654  | 878  | 961  | 978  | 1 003 | 1 039 | 1 065 |

| 1856  | 1861  | 1866  | 1872  | 1876  | 1881  | 1886 | 1891 | 1896 |
| ----- | ----- | ----- | ----- | ----- | ----- | ---- | ---- | ---- |
| 1 110 | 1 091 | 1 103 | 1 093 | 1 105 | 1 045 | 977  | 935  | 900  |

| 1901 | 1906 | 1911 | 1921 | 1926 | 1931 | 1936 | 1946 | 1954 |
| ---- | ---- | ---- | ---- | ---- | ---- | ---- | ---- | ---- |
| 908  | 872  | 881  | 737  | 749  | 766  | 714  | 716  | 724  |

| 1962 | 1968 | 1975 | 1982  | 1990  | 1999  | 2006  | 2007  | 2012  |
| ---- | ---- | ---- | ----- | ----- | ----- | ----- | ----- | ----- |
| 763  | 833  | 770  | 1 009 | 1 078 | 1 161 | 1 430 | 1 469 | 1 677 |

| 2017  | 2022  | - | - | - | - | - | - | - |
| ----- | ----- | - | - | - | - | - | - | - |
| 1 684 | 1 611 | - | - | - | - | - | - | - |

## Culture locale et patrimoine

### Industrie
- Mine de lignite (active pendant le XVIIIe siècle et le début du XIXe siècle) avec un pic de production de 2 500 tonnes.
- Cave coopérative crée en 1929 qui produit des vins côtes du Rhône.
- Plusieurs carrières (Ballastières Pradier, Charpentier et Attard) qui extrayaient du gravier directement dans le lit de l'Ardèche.

### Patrimoine religieux
- Église Saint-Just du XIIIe siècle et sa porte romane
- Oratoire du XIXe siècle
- Chapelle Notre-Dame-de-la-Salette située au point culminant de la commune.

### Lieux et monuments
- Tour sarrasine
- Vestige de l'ancien lavoir couvert (le toit et les parois ont été démolies).
- Bas-relief du dieu Mithra
- Pont cassé[33] construit en 1764 et détruit par une crue en 1846 ; il ne reste qu'une arche de cet édifice[33], endommagé par une bombe américaine égarée qui a détruit une partie de ce qui restait du tablier. Le logo de la mairie représente l'édifice[33].
- Musée d'art moderne (mouvement Dada)
- Pont de la voie ferrée en poutres en treillis construit en 1930.
- Pont en arc de la route départementale D86 achevé en 1861; ingénieur : Alphonse Oudry

### Personnalités liées à la commune
- André Chazel (1933-2023), Acteur français.

### Héraldique
| Blason de Saint-Just-d'Ardèche | Blason  | Parti : au 1er d'azur à trois rocs d'échecs d'argent, au 2e d'azur au demi-vol d'argent, le tout sommé d'un chef de gueules chargé d'une croix cléchée, pommetée de douze pièces et vidée d'or, accostée des lettres capitales S et J du même. |
| Blason de Saint-Just-d'Ardèche | Détails | Adopté le 9 avril 2019. |